# Qian Qichen
Qian Qichen (né le 5 janvier 1928 dans le district de Jiading (Shanghai) et mort le 9 mai 2017 à Pékin) est un homme politique et diplomate chinois, ancien ministre des Affaires étrangères.

## Biographie
Qian Qichen rejoint le Parti communiste chinois en 1942. Il sert à partir de 1955 comme diplomate à Moscou et d'autres endroits. Il a également été pendant un moment ambassadeur chinois à la Guinée. Il commence à travailler au ministère des Affaires étrangères en 1977 et est vice-ministre des Affaires étrangères de 1982 à 1988.
Qian Qichen est ministre des Affaires étrangères de la république populaire de Chine de 1988 à 1998. De 1993 à 2003 il est également vice-premier ministre du Conseil des affaires de l'État.
Durant son mandat de ministre des Affaires étrangères de la Chine, il a été le premier diplomate chinois à assister à un événement de l'ASEAN, assistant à la réunion des ministres des Affaires étrangères de l'ASEAN en 1991 en Malaisie. Ce fut la première fois que la Chine a officiellement reconnu l'ASEAN en tant qu'institution, jetant les bases d'une future coopération ASEAN-Chine, notamment la zone de libre-échange ASEAN-Chine (ACFTA).

### Mort
Qian Qichen est mort le 9 mai 2017 à Pékin, à la suite d'une maladie.